# 今長賢二
今長 賢二（いまなが けんじ）は、日本の元ラグビーリーグ選手。宮崎県出身。
東京経済大学在学中の1995年、オーストラリアNRLのシドニー・ブルドックスと日本人初のプロ契約を結び、1998年までの4年間シドニーの複数のチームでプレー。その間、コーチライセンスも取得。
帰国後は高校・大学のラグビーチームでコーチを務めた後、2010年にNSPA資格を取得。
2012年7月に赤坂見附駅近くでパーソナルトレーニングジム「シェイプリー」を開く。